# Josipa Lisac

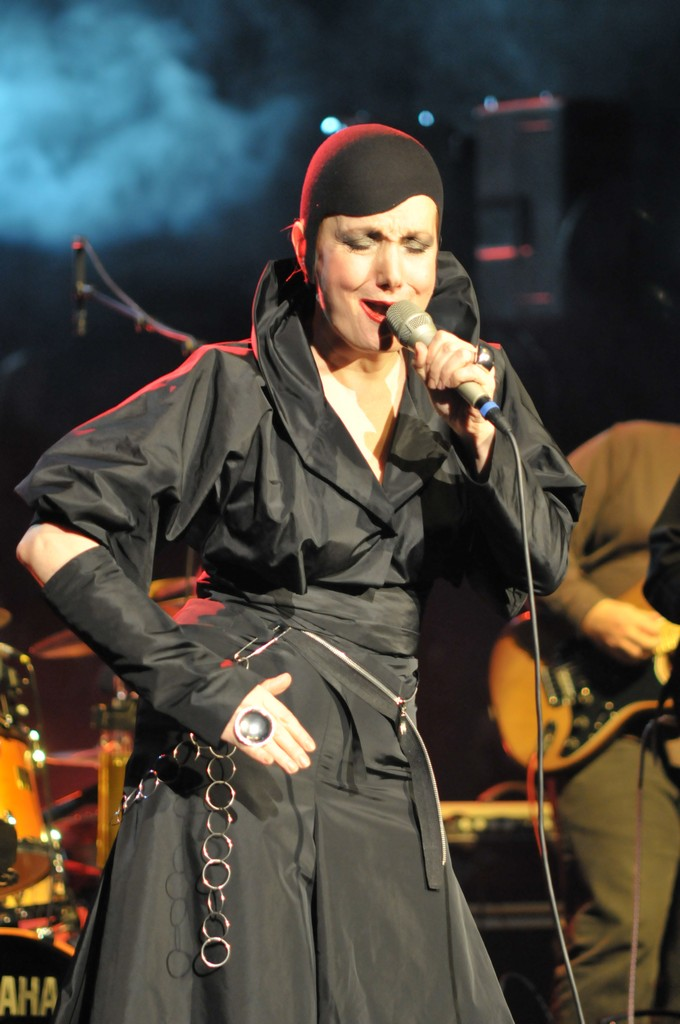
Josipa Lisac 2009

Josipa Lisac (* 14. Februar 1950 in Zagreb, SFR Jugoslawien) ist eine kroatische Rock-Sängerin. Mittlerweile genießt sie den Status einer Rock-Diva.

## Karriere
In den späten 1960er Jahren war Josipa Lisac Sängerin der Band Zlatni Akordi (Goldene Akkorde).
Ihr erstes Studioalbum „Dnevnik jedne ljubavi“ („Tagebuch einer Liebe“), produziert von ihrem Ehemann Karlo Metikoš († 10. Dezember 1991), ging in die Geschichte der kroatischen Rock-Szene ein.
Ihre größten Hits sind: „Magla“ („Nebel“), „O jednoj mladosti“ („Über eine Jugend“), „I mama mi je rekla to“ („Sogar Mama hat es mir gesagt“), „Nismo mi bez cilja“ („Wir sind nicht ziellos“), „Dok razmišljam o nama“ („Während ich über uns nachdenke“), „Hoću samo tebe“ („Ich will nur dich“), „Ideš“ („Du gehst“), „Sreća“ („Glück“), „Da li sam ti rekla da te volim“ („Hab ich dir gesagt, dass ich dich liebe“), „Srela sam se s njim“ („Ich habe mich mit ihm getroffen“), „Ja bolujem“ („Ich leide“), „Što me čini sretnom“ („Was mich glücklich macht“), „Oluja“ („Gewitter“), „Gdje Dunav ljubi nebo“ („Wo die Donau den Himmel küsst“), „Ne prepoznajem ga“ („Ich erkenne ihn nicht“) u. v. m.
Ihre außergewöhnliche, starke Stimme ermöglichte ihr auch das Singen von bosnischen Sevdah-Liedern („Omer beže“ und „Niz polje idu, babo, sejmeni“), dalmatinischen Volksliedern („Dalmatino, povišću pritrujena“) und römisch-katholischen Kirchenliedern (Ave Maria).

## Diskografie

### Alben
- 1973: Dnevnik jedne ljubavi (Platz 1)
- 1975: Gubec-Beg (Rockoper von Karlo Metikoš und Ivica Krajač)
- 1976: Josipa Lisac & B.P. Convention Big Band International
- 1979: Made in USA
- 1980: Hir, hir, hir
- 1982: Lisica
- 1983: Hoću samo tebe
- 1987: Boginja
- 1992: Čestit Božić
- 2000: Život
- 2009: Živim po svome

### Kompilationen
- 1974: Najveći uspjesi '68./ '73.
- 1987: Balade
- 1997: Antologija (Vol. I. - VIII.)
- 1998: The Best of

### Live-Alben
- 1991: Live in Lap
- 1993: Ritam kiše
- 1995: Koncert u čast Karla Metikoša
- 2000: Live

### Singles (Auswahl)
- 1973: O Jednoj Mladosti
- 1980: Magla
- 1987: Danas Sam Luda
- 1987: Gdje Dunav Ljubi Nebo